# Pyramid Records
Pyramid Records was een platenlabel uit de jaren 70 en de beginjaren van de Krautrock.  Het label bouwde een reputatie op voor het uitbrengen van ambitieuze en innovatieve underground albums. Vijftien albums in vier jaar tijd (tussen 1972 en 1976) werden uitgegeven en slechts in zeer beperkte oplage, maar de muziek bereikte een mythische status. Drijvende kracht achter het label waren Fluxus-kunstenaar Robin Page en Toby Robinson. Toby, ook bekend als The Mad Twiddler of Genius P. Orridge, is een welbekende artiest onder krautrock-liefhebbers.